# 壯擬異肢水蚤
壯擬異肢水蚤（学名：Paraheterorhabdus robustus）为異肢水蚤科擬異肢水蚤屬下的一个种。